# Buteogallus fragilis
Buteogallus fragilis är en utdöd fågel i familjen hökartade rovfåglar inom ordningen hökfåglar. Arten beskrevs 1911 utifrån fossila lämningar från sen pleistocen funna i La Brea utanför Los Angeles, Kalifornien, USA. Dessa har bedömts vara 11.130-12.200 år gamla med kol-14-metoden, vilket kalibrerat motsvarar 13.030-14.232 kalenderår sedan.